# Каткус, Донатас
Дона́тас Ка́ткус (лит. Donatas Katkus; род. 21 сентября 1942, Вильнюс, Литовская ССР, ныне Литва) — литовский альтист, дирижёр, музыковед, актёр и педагог. Заслуженный артист Литовской ССР (1977).

## Биография
В 1965 году окончил Литовскую консерваторию (класс альта), а в 1971 году окончил аспирантуру Московской консерватории. В 1965 году основал Вильнюсский струнный квартет, которым руководил до 1994 года. Гастролировал за рубежом, принимал участие в международных музыкальных фестивалях. С 1969 года преподаёт в Литовской консерватории, где в 1995 году становится профессором. В том же 1995 году основал и возглавил камерный оркестр Святого Кристофора при Костёле Святой Екатерины. В 1995—1999 годах преподавал летний мастер-класс в Германии, Испании и Финляндии.
Автор книги «Литовские квартеты» (лит. Lietuvos kvartetas, Vilnius, 1971). Член Союза композиторов Литвы. Снимался в кино, преимущественно в характерных ролях.

## Награды
- 1972 — 1-й приз конкурса струнных квартетов в Льеже (Бельгия)
- 1977 — Заслуженный артист Литовской ССР
- 1980 — Государственная премия Литовской ССР
- 2001 — Национальная премия Литвы по культуре и искусству
- 2003 — Офицер ордена Великого князя Литовского Гядиминаса[1]
- 2003 — премия Всемирной организации интеллектуальной собственности
- 2012 — Командор ордена «За заслуги перед Литвой»[2]